# Natalja Wolgina
Natalja Wolgina (russisch Наталья Волгина, engl. Transkription Natalya Volgina, geb. Алексеева – Alexejewa – Alekseyeva; * 15. März 1977) ist eine russische Marathonläuferin.
Bei ihrem Debüt wurde sie 2000 Zehnte beim Paris-Marathon. Im Jahr darauf wurde sie Zweite beim Two Oceans Marathon (56 km) und kam beim Hong Kong Marathon auf den dritten Platz.
2002 siegte sie beim Two Oceans Marathon. Beim Comrades Marathon (86 Kilometer) desselben Jahres belegte sie ebenso den zweiten Platz wie beim Two Oceans Marathon 2003.
2005 wurde sie Vierte beim Country Music Marathon, Zweite beim Istanbul-Marathon und siegte beim Macau-Marathon.
Im Jahr darauf wurde sie Zweite in Paris und kam bei den Leichtathletik-Europameisterschaften in Göteborg auf den 24. Platz. Zum Saisonabschluss wurde sie Dritte in Istanbul.
Einem fünften Platz beim Rom-Marathon 2007 folgten 2009 ein sechster beim Toronto Waterfront Marathon und ein vierter beim Athen-Marathon.
2010 gewann sie den Düsseldorf-Marathon.
Natalja Wolgina ist mit dem Ultramarathonläufer Alexei Wolgin verheiratet.

## Persönliche Bestzeiten
- 10-km-Straßenlauf: 32:42 min, 11. März 2006, Adler
- Halbmarathon: 1:12:34 h, 5. September 2009, Tscheboksary
- Marathon: 2:27:32 h, 9. April 2006, Paris